# リック・ダルゼル
リック・ダルゼル(Rick Dalzell、1957年 - )は1997年から2007年11月までAmazon.comの元最高情報責任者(CIO)・元上級副社長。アマゾンでの10年間で彼は技術やソフトウェア、サービスの成長の率役者となった。ダルゼルは1997年の夏以降、副社長とCIOに選任されアマゾンで執行役員を務めた。彼は2000年10月に上級副社長となり2001年11月に「Worldwide Architecture and Platform Software」の上級副社長とCIOにも指名された。2007年11月16日にアマゾンを退職した。
1997年にアマゾンに入社する前は、ダルゼルはウォルマートの情報システムの副社長を1990年から務めていた。ウォルマートでは彼はデータウェアハウス戦略を始めから取り組み、サプライヤーに人口動態の販売情報に直接アクセスできるようにした。1987年から1990年までダルゼルは「E-Systems, Inc.」の事業開発マネージャーとして働いていた。それ以前はダルゼルは米陸軍でテレプロセセッシング士官として従軍した。ダルゼルはウェストポイントの米陸軍士官学校でエンジニアリングで理学士号を取得した。
アマゾンのスポーツ・アウトドアストアの最下層にはアマゾンのジェフ・ベゾスCEOよりダルゼルの送別の言葉が書かれたイースターエッグへのリンクがある。